# Bathycopea daltonae
Bathycopea daltonae är en kräftdjursart som först beskrevs av Menzies och Barnard 1959.  Bathycopea daltonae ingår i släktet Bathycopea och familjen Ancinidae. Inga underarter finns listade i Catalogue of Life.